# Avenay
Avenay ist eine französische Gemeinde mit 561 Einwohnern (Stand: 1. Januar 2022) im Département Calvados in der Region Normandie. Sie gehört zum Arrondissement Caen und zum Kanton Évrecy.

## Geografie
Avenay liegt rund 12 Kilometer von Caen entfernt. Umgeben wird die Gemeinde von Esquay-Notre-Dame im Norden, Vieux im Nordosten, Amayé-sur-Orne in östlicher und südöstlicher Richtung, Maizet im Süden, Vacognes-Neuilly im Südwesten, Évrecy im Westen sowie Gavrus im Nordwesten.

## Bevölkerungsentwicklung
| Jahr                             | 1793 | 1836 | 1876 | 1926 | 1946 | 1968 | 1990 | 2008 | 2016 |
| Einwohner                        | 326  | 430  | 338  | 239  | 184  | 293  | 384  | 513  | 553  |
| Quelle: Cassini, EHESS und INSEE |      |      |      |      |      |      |      |      |      |

## Sehenswürdigkeiten
- Kirche Sainte-Marie-de-l’Assomption
- Schlösser aus dem 15. und 16. Jahrhundert
- Kirchenruinen und historische Grabsteine